# Syracuse (New York)
Syracuse je grad u američkoj saveznoj državi New York. Prema popisu stanovništva iz 2010. u njemu je živjelo 145.170 stanovnika.